# Dafne
Dafne là vở opera nổi tiếng của nhà soạn nhạc người Ý Jacopo Peri. Tác phẩm này được coi là vở opera đầu tiên trong lịch sử âm nhạc. Để có thể sáng tác vở opera đó, Peri đã phối hợp với nhà thơ Ý Ottavio Rinuccini, người viết lời cho vở opera đầu tiên này. Vở opera được sáng tác vào năm 1598, thể hiện đúng tư tưởng âm nhạc của thời đại lúc đó: sử dụng âm nhạc để tăng phần sinh động cho ca từ như những người Hy Lạp cổ đại đã làm. Tuy nhiên, Dafne chỉ tồn tại phần ca từ, còn phần nhạc thì không còn nữa
.